# Dio Kupe
Dio Kupe este o arie protejată (sit de importanță comunitară — SCI) din Croația întinsă pe o suprafață de 455,71 ha, integral pe uscat.

## Localizare
Centrul sitului Dio Kupe este situat la coordonatele 45°31′23″N 14°43′34″E / 45.522954°N 14.726172°E.

## Înființare
Situl Dio Kupe a fost declarat sit de importanță comunitară în iulie 2013 pentru a proteja 2 specii de animale.

## Biodiversitate
Situată în ecoregiunea alpină, aria protejată conține 2 habitate naturale: Păduri aluvionare cu Alnus glutinosa și Fraxinus excelsior (Alno-Padion, Alnion incanae, Salicion albae), Păduri ilirice de Fagus sylvatica (Aremonio-Fagion).
La baza desemnării sitului se află mai multe specii protejate de  nevertebrate (2): fluturele de noapte (Eriogaster catax), Leptidea morsei.
Pe lângă speciile protejate, pe teritoriul sitului au mai fost identificate 3 specii de plante.